# Valeur biologique

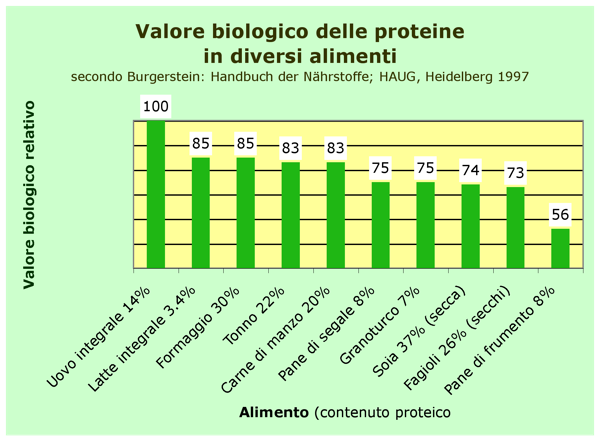
Valeur biologique des protéines dans l'alimentation humaine.

La valeur biologique (VB) d'une protéine alimentaire est une mesure de la proportion de cette protéine qui est incorporée dans les protéines de l'organisme. Elle résume la manière dont une protéine décomposée peut être plus ou moins facilement utilisée par le processus de biosynthèse des protéines dans les cellules de l'organisme. Les protéines sont la principale source d'azote dans les aliments, contrairement aux glucides et lipides. Cette méthode suppose que la protéine est la seule source d'azote et mesure la proportion de cet azote qui est absorbé par l'organisme et ensuite excrété. Le reste doit avoir été incorporé dans les protéines de l'organisme. Le ratio de l'azote incorporé dans l'organisme par rapport à l'azote total ingéré donne une mesure de l'utilisation de la protéine - la VB.
Contrairement à certaines mesures de l'utilisation des protéines, la valeur biologique ne tient pas compte de la facilité avec laquelle la protéine peut être digérée et absorbée (en grande partie par l'intestin grêle). Cela se reflète dans les méthodes expérimentales utilisées pour déterminer la VB.
La mesure de la VB utilise deux échelles similaires :
1. le pourcentage réel d'utilisation (généralement indiqué par un symbole de pourcentage).
2. le pourcentage d'utilisation relatif (généralement indiqué sans unité) par rapport à une source de protéines de référence facilement utilisables, souvent l'œuf.

Ces deux valeurs sont similaires mais non identiques.
La VB d'une denrée alimentaire est très variable, et dépend d'un grand nombre de facteurs, en particulier de sa composition en acides aminés. L'estimation de la VB d'un aliment varie notamment en fonction de sa préparation et de l'alimentation récente de l'organisme. L'évaluation fiable de la VB est de ce fait difficile et son utilité limitée - on considère généralement qu'il est nécessaire d'être à jeun avant le test pour obtenir une valeur fiable.
La VB est couramment utilisée dans la science de la nutrition chez de nombreux organismes de mammifères, et est une mesure pertinente chez l'homme.
C'est une référence très utilisée pour le choix des protéines dans le domaine du culturisme,.

## Valeurs typiques
Valeurs biologique de quelques denrées alimentaires de base (nota : la valeur 100 correspond à 100 % de l'azote incorporé) :
- protéine de petit lait : 96[4]
- graine de soja complète : 96[5]
- lait humain : 95[6]
- œuf de poule : 94[6]
- lait de soja : 91[5]
- lait de vache : 90[6]
- fromage : 84[7]
- quinoa : 83[8]
- riz : 83[7]
- farine de soja dégraissée: 81[5]
- poisson : 76[9]
- bœuf : 74,3[9]
- haricot vert : 65[5]
- farine de soja non dégraissée : 64[5]
- caillé de soja (tofu): 64[5]
- blé entier : 64[9]
- farine blanche : 41[5]

Valeur biologique de denrées alimentaires courantes (Nota : ces valeurs sont calculées par rapport à la base 100 qui correspond à la valeur biologique de l'œuf entier ; si un aliment fournit davantage d'azote que l'œuf entier, sa valeur biologique peut être supérieure à 100.) :
- concentré de protéine de petit lait : 104
- œuf entier : 100
- lait de vache : 91
- bœuf : 80
- Caséine : 77
- soja : 74
- gluten de blé : 64